# Dieumerci Ndongala
Dieumerci Ndongala (ur. 14 czerwca 1991 w Kinszasie) – kongijski piłkarz belgijskiego pochodzenia grający na pozycji prawego napastnika. W sezonie 2020/2021 występuje w klubie APOEL FC.

## Kariera juniorska
Dieumerci Ndongala jako junior grał dla RFC Evere, RUS Schaerbeek, WS Woluwe, FC Brussels (dołączył w wieku trzynastu lat, 2004–2007) i w Standardzie Liège (lata 2007–2011).

## Kariera seniorska

### Jeunesse Esch
Ndongala trafił do Jeunesse Esch 1 lipca 2011 roku. Zadebiutował on dla tego klubu 6 sierpnia 2011 roku w meczu z CS Pétange (wyg. 2:0). Premierową bramkę piłkarz ten zdobył 24 sierpnia 2011 roku w wygranym 1:3 spotkaniu przeciwko CS Foli Esch. Łącznie dla Jeunesse Esch Kongijczyk rozegrał 37 meczów, strzelając 8 goli.

### UR La Louvière
Ndongala przeniósł się do UR La Louvière 29 stycznia 2013 roku. Debiut dla tego zespołu zaliczył on 16 lutego 2013 roku w wygranym 1:0 spotkaniu przeciwko KV Woluwe-Zaventem. Pierwszego gola zawodnik ten strzelił 30 marca 2013 roku w meczu z KVK Tienen (wyg. 0:2). Ostatecznie dla UR La Louvière Kongijczyk wystąpił w 26 spotkaniach i zdobył 9 bramek.

### RSC Charleroi
Ndongala podpisał kontrakt z RSC Charleroi 31 stycznia 2014 roku. Zadebiutował on w barwach tego klubu 8 lutego 2014 roku w meczu z KSC Lokeren (przeg. 3:1). Pierwszą bramkę piłkarz ten zdobył 3 maja 2014 roku w przegranym 2:1 spotkaniu przeciwko KV Kortrijk. Łącznie dla RSC Charleroi Kongijczyk rozegrał 83 mecze, w których strzelił 13 goli.

### KAA Gent
Ndongala trafił do KAA Gent 1 lipca 2016 roku. Debiut dla tego zespołu zaliczył on 4 sierpnia 2016 roku w starciu z Viitorulem Constanța (0:0). Ostatecznie dla KAA Gent Kongijczyk wystąpił 13 razy, nie zdobywając żadnej bramki.

### Standard Liège
Ndongala przeniósł się do Standardu Liège 30 stycznia 2017 roku. Zadebiutował on dla tego klubu 22 kwietnia 2017 roku w przegranym 1:0 starciu z KV Mechelen. Łącznie w barwach Standardu Liège Kongijczyk wybiegał na murawę 22 razy, nie strzelając ani jednego gola.

### KRC Genk
Ndongala w barwach KRC Genk grał od 31 stycznia 2018 do 30 czerwca 2018 na wypożyczeniu, a od 1 lipca 2018 roku jako zawodnik stały. Debiut dla tego zespołu zaliczył on 3 lutego 2018 roku w wygranym 0:1 spotkaniu przeciwko Royal Excel Mouscron, strzelając wtedy swojego premierowego gola. Ostatecznie dla KRC Genk Kongijczyk wystąpił w 77 spotkaniach, zdobywając 11 bramek.

### Kasımpaşa
Ndongalę wypożyczono do Kasımpaşy 14 stycznia 2020 roku, do końca sezonu 2019/2020. Zadebiutował on w jej barwach dzień później w meczu z Alanyasporem (przeg. 3:1), notując żółtą kartkę w 88 minucie. Pierwszą bramkę zawodnik ten zdobył 8 marca 2020 roku w wygranym 5:1 spotkaniu przeciwko Kayserisporowi. Łącznie dla Kasımpaşy Kongijczyk rozegrał 16 meczów, w których strzelił 2 gole.

### APOEL FC
Ndongala trafił do APOEL-u FC 18 sierpnia 2020 roku. Debiut dla tego klubu zaliczył on 27 sierpnia 2020 roku w starciu z KF Gjilani, strzelając również swojego pierwszego gola i notując asystę. Do 9 kwietnia 2021 roku Kongijczyk wystąpił w barwach APOEL-u 26 razy, zdobywając 3 bramki.

## Kariera reprezentacyjna
Ndongala grał dla młodzieżowych reprezentacji Belgii: U-16 (9 meczów, bez gola), U-17 (11 meczów, bez gola) oraz U-18 (3 mecze, bez gola), a także dla reprezentacji Demokratycznej Republiki Konga U-21 (1 mecz, 1 gol). Do 9 kwietnia 2021 roku dla seniorskiej reprezentacji D.R.K. wystąpił w 2 spotkaniach, nie zdobywając żadnej bramki.
| Numer | Reprezentacja                      | Przeciwko     | Ranga                  | Data                 | Gole | Wynik (ziel. wygrane, żół. remisy, czer. porażki) |
| ----- | ---------------------------------- | ------------- | ---------------------- | -------------------- | ---- | ------------------------------------------------- |
| 1     | Belgia U-16                        | ?             | Mecz towarzyski        | 5 stycznia 2007      | 0    | 3:0                                               |
| 2     | Belgia U-17                        | Dania U-17    | EURO U-17 2007         | 30 lipca 2007        | 0    | 1:1                                               |
| 3     | Belgia U-18                        | Słowacja U-18 | Turniej międzynarodowy | 27 kwietnia 2009     | 0    | 4:2                                               |
| 4     | Demokratyczna Republika Konga U-21 | Austria U-21  | Mecz towarzyski        | 12 października 2012 | 1    | 5:1                                               |
| 5     | Demokratyczna Republika Konga      | Irak          | Mecz towarzyski        | 28 marca 2015        | 0    | 2:1                                               |

| Numer | Przeciwko  | Ranga                                     | Data            | Gole | Wynik (ziel. wygrane, czer. przegrane) |
| ----- | ---------- | ----------------------------------------- | --------------- | ---- | -------------------------------------- |
| 1     | Irak       | Mecz towarzyski                           | 28 marca 2015   | 0    | 2:1                                    |
| 2     | Madagaskar | Puchar Narodów Afryki 2017 – kwalifikacje | 14 czerwca 2015 | 0    | 2:1                                    |

| Numer | Reprezentacja                      | Przeciwko    | Ranga           | Data                 | Ilość | Wynik końcowy meczu (czer. przegrane) |
| ----- | ---------------------------------- | ------------ | --------------- | -------------------- | ----- | ------------------------------------- |
| 1     | Demokratyczna Republika Konga U-21 | Austria U-21 | Mecz towarzyski | 12 października 2012 | 1     | 5:1                                   |

## Sukcesy
Drużynowo:
- Mistrzostwo Belgii – 1x, z KRC Genk, sezon 2018/2019
- Puchar Belgii – 1x, ze Standardem Liège, 2018 rok
- Superpuchar Belgii – 1x, z KRC Genk, 2020 rok

## Organizacja NdongaLIFE
Dieumerci Ndongala jest właścicielem założonej w 2018 roku organizacji non-profit NdongaLIFE. Ma ona na celu nieść pomoc osieroconym dzieciom, młodzieży oraz kobietom w ciąży. Ndongala wspiera również sierociniec w Selembao. Otrzymał za to nagrodę honorową.

## Życie rodzinne
Franck Ngoma, brat Dieumerciego Ndongali, również jest piłkarzem.